# Weeds
Weeds est une série télévisée américaine en 102 épisodes de 26-31 minutes, créée par Jenji Kohan et diffusée entre le 7 août 2005 et le 16 septembre 2012 sur Showtime.
En France, la série a été diffusée depuis le 7 septembre 2006 sur Canal+ et ensuite sur Jimmy et Canal+ Séries,. La série a également été rediffusée partiellement en clair sur Virgin 17 et sur SundanceTV. En Belgique, elle a été diffusée sur RTBF et en Suisse, sur TSR.

## Synopsis
En butte à des difficultés financières à la suite du décès de son mari causé par une crise cardiaque, une mère au foyer, Nancy Botwin, entreprend de vendre du cannabis à ses voisins. Mais dans la petite ville d'Agrestic, banlieue californienne fictive et bourgeoise où elle vit, les apparences et le conformisme prévalent. Elle essaie tant bien que mal de s'en sortir, mais tout ne va pas pour le mieux, tant dans ses « affaires » que dans sa vie familiale avec ses deux fils, qui ne sont pas au courant de la nouvelle activité de leur mère.

## Distribution

### Acteurs principaux
- Mary-Louise Parker (VF : Vanina Pradier) : Nancy Botwin
- Justin Kirk (VF : Pierre Tessier) : Andy Botwin
- Hunter Parrish (VF : Donald Reignoux) : Silas Botwin
- Alexander Gould (VF : Nadine Girard (1re voix, saisons 1 à 4) ; Simon Koukissa (2de voix, saisons 5 à 8)) : Shane Botwin
- Kevin Nealon (VF : Bruno Dubernat) : Doug Wilson
- Elizabeth Perkins (VF : Ariane Deviègue) : Celia Hodes (saisons 1 à 5)
- Tonye Patano (VF : Perrette Pradier) : Heylia James (saisons 1 à 3, invitée saison 7)
- Romany Malco (VF : David Krüger) : Conrad Shepard (saisons 1 à 3, invité saison 8)
- Allie Grant (VF : Adeline Chetail) : Isabelle Hodes (saisons 3 à 5, récurrente saisons 1 et 2)
- Andy Milder (VF : Thierry Ragueneau) : Dean Hodes (saison 1 à 3, invité saisons 4 à 8)

### Acteurs récurrents et invités
| Demián Bichir         | Esteban Reyes                        | Diego Asencio      |                    |           |           | Récurrent | Récurrent | Récurrent |           |           |  |  |
| Jeffrey Dean Morgan   | Judah Botwin                         |                    | Récurrent          |           |           |           |           |           |           |           |  |  |
| Renée Victor          | Lupita                               | Denise Metmer      | Récurrent          | Récurrent | Récurrent | Invité    | Récurrent | Invité    |           | Invité    |  |  |
| Albert Brooks         | Lenny Botwin                         | Féodor Atkine      |                    |           |           | Invité    |           |           |           |           |  |  |
| Alanis Morissette     | Dr Audra Kitson                      | Armelle Gallaud    |                    |           |           |           | Récurrent | Invité    |           |           |  |  |
| Jennifer Jason Leigh  | Jill Price-Gray                      | Martine Irzenski   |                    |           |           |           | Récurrent | Invité    | Récurrent | Récurrent |  |  |
| Martin Donovan        | Agent Peter Scottson                 | Patrick Osmond     | Récurrent          | Récurrent | Récurrent |           |           |           |           |           |  |  |
| Daryl Sabara          | Tim Scottson                         | Hugo Brunswick     | Récurrent          | Récurrent | Récurrent |           |           |           |           | Invité    |  |  |
| Brooke Smith          | Valerie Scottson                     | Véronique Augereau |                    |           | Récurrent |           |           |           |           |           |  |  |
| Jack Stehlin          | Captain Roy Till                     | Pierre Dourlens    |                    | Récurrent | Récurrent | Récurrent | Récurrent |           |           |           |  |  |
| Shawn Michael Patrick | Agent George « Fundis » Fundislavsky |                    |                    | Récurrent | Récurrent |           |           |           |           |           |  |  |
| Andrew Rothenberg     | Agent Phil Schlatter                 | Thomas Roditi      |                    | Récurrent | Récurrent | Récurrent |           |           |           |           |  |  |
| Indigo                | Vaneeta James                        | Laurence Mongeaud  | Récurrent          | Récurrent | Récurrent |           |           |           |           |           |  |  |
| Maulik Pancholy       | Sanjay Patel                         | Stéphane Marais    | Récurrent          | Récurrent | Récurrent | Récurrent | Récurrent |           |           | Récurrent |  |  |
| Page Kennedy          | U-turn                               | Frantz Confiac     |                    | Récurrent | Récurrent |           |           |           |           |           |  |  |
| Fatso-Fasano          | Marvin                               | Sébastien Finck    |                    | Récurrent | Récurrent | Récurrent |           |           |           |           |  |  |
| Vincent Laresca       | Alejandro                            | Gérard Surugue     | Récurrent          | Récurrent |           |           |           |           |           |           |  |  |
| Haley Hudson          | Quinn Hodes                          | Marie Giraudon     | Saisons 1, 4 et 5  |           |           |           |           |           |           |           |  |  |
| Shoshannah Stern      | Mégane                               | Katy Varda         | Saisons 1 à 3 et 8 |           |           |           |           |           |           |           |  |  |
| Justin Chatwin        | Josh Wilson                          | Katy Varda         | Saison 1 et 8      |           |           |           |           |           |           |           |  |  |
| Tracii Show           | Jada Henderson                       |                    | Récurrent          |           |           |           |           |           |           |           |  |  |
| Tressa DiFiglia       | Maggie                               | Lydia Cherton      | Récurrent          |           |           |           |           |           |           |           |  |  |
| Remy Auberjonois      | M. Albin                             | Guy Lamarque       | Récurrent          | Récurrent |           |           |           |           |           |           |  |  |
| Becky Thyre           | Pam                                  | Dominique Lelong   | Récurrent          | Récurrent | Récurrent | Récurrent |           |           |           |           |  |  |
| Eden Sher             | Gretchen                             | Mélody Dubos       |                    | Récurrent |           |           |           |           |           |           |  |  |
| Ron Canada            | Joseph                               | Benoît Allemane    |                    | Récurrent |           |           |           |           |           |           |  |  |
| Meital Dohan          | Yael Hoffman                         |                    | Saisons 2 et 8     |           |           |           |           |           |           |           |  |  |
| Zooey Deschanel       | Kat Wheeler                          | Magali Barney      |                    | Récurrent |           |           |           |           |           |           |  |  |
| Mary-Kate Olsen       | Tara Lindman                         | Dorothée Pousséo   |                    |           | Récurrent |           |           |           |           |           |  |  |
| Tyrone M. Mitchell    | Keeyon                               |                    |                    |           | Récurrent |           |           |           |           |           |  |  |
| Sprague Grayden       | Denise                               | Virginie Ledieu    |                    |           | Récurrent |           |           |           |           |           |  |  |
| Carrie Fisher         | Arlene Cutter                        |                    |                    |           | Récurrent |           |           |           |           |           |  |  |
| Rodney Rowland        | Chess                                |                    |                    |           | Récurrent |           |           |           |           |           |  |  |
| Lexington Steele      | lui-même                             |                    |                    |           | Récurrent |           |           |           |           |           |  |  |
| Guillermo Díaz        | Guillermo García Gómez               | Marc Perez         | Saisons 3 à 6 et 8 |           |           |           |           |           |           |           |  |  |
| Enrique Castillo      | Cesar                                | Enrique Fiestas    |                    |           |           | Récurrent | Récurrent | Récurrent |           |           |  |  |
| Hemky Madera          | Ignacio                              | Wladimir Beltran   |                    |           |           | Récurrent | Récurrent | Récurrent |           |           |  |  |
| Ramón Franco          | Sucio                                |                    |                    |           |           | Récurrent | Récurrent |           |           |           |  |  |
| Kevin Alejandro       | Rudolfo                              | Julien Kramer      |                    |           |           | Récurrent | Récurrent |           |           |           |  |  |
| Larry Joe Campbell    | Shérif C.P Jones                     | Laurent Morteau    |                    |           |           |           | Récurrent |           |           |           |  |  |
| Seychelle Gabriel     | Adelita Reyes                        | Barbara Beretta    |                    |           |           |           | Récurrent |           |           |           |  |  |
| Snoop Dogg            | lui-même                             |                    |                    | Récurrent |           |           |           |           |           |           |  |  |
| Julie Bowen           | Lisa                                 | Laurence Dourlens  |                    |           |           | Récurrent |           |           |           |           |  |  |
| Kate del Castillo     | Pilar Zuazo                          |                    |                    |           |           |           |           | Récurrent |           |           |  |  |
| Richard Dreyfuss      | Warren Schiff                        | Patrick Préjean    |                    |           |           |           |           | Récurrent |           |           |  |  |
| Rick Ravanello        | Lars Guinard                         | Bertrand Liebert   |                    |           |           |           |           | Récurrent |           |           |  |  |
| Michelle Trachtenberg | Emma                                 | Claire Morin       |                    |           |           |           |           |           | Récurrent |           |  |  |
| Michael J. Harney     | Det. Mitch Ouelette                  |                    |                    |           |           |           |           |           | Récurrent | Récurrent |  |  |
| Karen Strassman       | Jolene Wait                          | Brigitte Berges    |                    |           |           |           |           |           | Récurrent |           |  |  |

- Version française
  - Société de doublage : Nice Fellow[6]
  - Direction artistique : Patrick Floersheim[6]
  - Adaptation des dialogues : Vanessa Chouraqui et Amélie Morin[6]
  - Enregistrement et mixage : O'Bahamas[6], Daniel dos Reis, Jean-Wilfried Parrini

Source V. F. : Doublage Séries Database

## Épisodes

### Première saison
La première saison se concentre sur l’apprentissage du métier de revendeur de marijuana par Nancy Botwin, avec son lot de mésaventures, comme ses problèmes de concurrence avec un autre revendeur, les difficultés de la mise en place d'une entreprise pour blanchir l'argent. Petit à petit, Nancy passe de simple vendeuse de marijuana de base à celle de fabricante de space cakes, puis vers la fin de la saison à celle de cultivatrice faisant pousser ses propres plants. Son business prenant de l'importance, elle s'entoure petit à petit de proches s'occupant de choses particulières, comme son avocat pour l'aspect juridique, un de ses voisins consommateurs pour les finances, son ancien concurrent pour la distribution, etc.
Cette montée en charge est montrée d'une façon assez comique dans l'épisode final de la saison, en faisant référence à la dernière scène du Parrain. On la voit rejoignant ses associés, qui l'entourent à son arrivée et son benjamin, Shane, regardant la scène. La femme de ménage, Lupita, voyant cela referme la porte. Cette scène marque, tout comme dans Le Parrain, les problèmes que cause son activité sur ses relations avec sa famille.

### Deuxième saison
Dans la deuxième saison, Nancy passe de l'amateurisme à un véritable commerce organisé. Aidée de plusieurs associés dont son beau-frère « parasite » et Conrad pour la technique, elle s'installe dans une petite maison pour y faire pousser ses propres plants. Dans ce milieu très concurrentiel, elle va heureusement mettre de son côté un agent de la DEA amoureux d'elle.
Pendant ce temps, sa bonne amie Celia cherche quant à elle à éradiquer les vendeurs de drogue de la paisible banlieue d'Agrestic, mais elle se rend compte qu'il n'est pas si facile de contenter la population.
On peut suivre pas mal de relations humaines dans cette saison allant du plus jeune Shane, initié dans une maison close par son oncle, en passant par deux relations antinomiques : Doug et Celia les ennemis jurés, et Nancy qui épouse son agent de la DEA à l'insu de tous pour protéger son marché illégal. Son nouveau mari va d'ailleurs se révéler être un élément clé pour faire prospérer ses affaires, mais aussi être la cause de sa perte...
La fin de la saison se conclut sur plusieurs intrigues qui placent Nancy et sa famille dans des situations à hauts risques, sans échappatoires évidentes.
Le dernier épisode de cette saison a été suivi par 626 000 téléspectateurs.

### Troisième saison
Showtime confirme le 16 novembre 2006 le retour de Weeds pour une troisième saison de 15 épisodes diffusée à partir du 13 août 2007.
Le début de la troisième saison reprend où la seconde s'est terminée et voit Nancy prise entre les griffes d'un dealer pour lequel elle n'a pu remplir un contrat. Mais après quelques épisodes, elle reprend son indépendance et refait des affaires avec Heylia James et son neveu Conrad Shepard qui devient son producteur de cannabis.
Après une entente avec un gang local pour se débarrasser de personnes qui faisaient pression sur elle, Nancy et sa famille sont contraints de quitter Agrestic qui est la proie des flammes d'un incendie criminel (justement déclenché par le gang chargé de la protection de Nancy en réponse aux menaces dont elle a fait l'objet). Mais elle ignore que la DEA vient juste de découvrir son trafic.

### Quatrième saison
La quatrième saison continue juste après la fin de la troisième. Leur maison ayant été détruite (Nancy y a mis le feu), la famille Botwin prend un nouveau départ à Ren Mar en Californie dans la famille du mari de Nancy. De leur côté, Doug Wilson et la famille Hodes sont pris à partie par la DEA après la découverte de la maison où était cultivée la marijuana.
Tout le monde se retrouve au bord de l'océan et aux limites de la frontière mexicaine. Doug et Andy deviennent passeurs entre le Mexique et les États-Unis. Nancy tient une boutique qui est en fait une couverture pour un tunnel sous la frontière où passent drogues, armes et trafics en tout genre. Celia, vendeuse dans la boutique, va devenir cocaïnomane. Nancy s'intéresse à l'autre partie du tunnel et découvre que le maire de Tijuana a la mainmise sur ce trafic. Débute une relation avec lui. Après avoir découvert que ce tunnel est utilisé pour faire rentrer de jeunes femmes aux États-Unis, vraisemblablement destinées à un réseau de prostitution, elle décide de collaborer avec la DEA. Dans l'épisode final de la saison, alors que le maire, au courant de sa trahison, se demande quel traitement il doit lui infliger, Nancy lui apprend qu'elle est enceinte de lui. À noter une référence cinématographique lors de ce qui ressemble à première vue à une tentative de suicide de Doug dans le dernier épisode, la lettre adressée à sa femme ressemble fortement à celle de Brooks dans Les évadés.

### Cinquième saison
La cinquième saison débute le 8 juin 2009 sur la chaîne Showtime. Un nouveau personnage apparaît dans cette saison : la sœur de Nancy jouée par Jennifer Jason Leigh.
Dans cette saison, Nancy se rapproche de plus en plus d'Esteban Reyes, le maire mexicain et décide de vivre chez lui pour des raisons de sécurité. Doug et Silas quant à eux, décident d'ouvrir un magasin de vente de cannabis à but médical. Célia, retenue en otage par sa fille aînée, se rend compte que personne ne veut payer de rançon pour elle ; elle s'enfuit donc et décide de reprendre un nouveau départ.
Par une ellipse, la série est projetée six mois plus tard, et Nancy accouche aux États-Unis. Esteban ayant refusé de reconnaître l'enfant car cela pourrait nuire à sa campagne électorale au Mexique, c'est Andy qui (toujours amoureux de Nancy) décide enfin de faire quelque chose de sa vie et d'agir en adulte, qui reconnait le petit Steven Botwin et le fait circoncire, au grand dam d'Esteban. Saison composée de 13 épisodes.

### Sixième saison
Le premier épisode de la saison 6 a été diffusé le 16 août 2010 aux États-Unis. Cette saison était censée être le dénouement final de la série, cependant Showtime a annoncé la sortie d'une septième saison. La saison 6, avec ses 13 épisodes tous diffusés à ce jour, comporte de nombreux rebondissements : course poursuite sans fin, début d'une nouvelle vie qui ramène toujours Nancy Botwin à ses origines de dealeuse, apparition de nouveaux personnages qui dévoilent les secrets du passé où elle va pouvoir récupérer son fils... Dans cette saison, Silas Botwin découvre que Judah (le mari mort de Nancy) n'est pas son père biologique. Nancy est poursuivie à travers les États-Unis par Esteban. À la fin de la saison, Andy, Shane, Silas fuient vers Copenhague en avion alors que Nancy, rattrapée par Esteban, est faite prisonnière.

### Septième saison
La septième saison a débuté le 27 juin 2011 sur Showtime. Dans le premier épisode, Nancy obtient une libération conditionnelle après avoir passé trois ans en prison. À sa sortie, elle découvre que le service de protection des témoins ne lui est plus nécessaire car Esteban a été retrouvé mort et Silas, Shane, Andy et Doug sont partis refaire leur vie à Copenhague. C'est au début de cette saisons qu'Andy (Justin Kirk) a une idée improbable de roue de vélo, la Copenhagen wheel est même en cours de commercialisation par la société Super Pedestrian. Dans la suite de la saison 7, les garçons rejoignent Nancy à New York et remettent sur pied un business de vente de cannabis.
Tout au long de la saison, Nancy se bat également contre Jill, sa sœur, qui s'est vu confier la garde de Steeve depuis sa mise en prison. Nancy va alors tout faire pour récupérer son fils, une tâche qui se verra difficile compte tenu de son passé, et de sa sœur qui tient à garder Steeve au près d'elle.
Cette saison se termine par un dîner où sont présents Nancy, Andy, Silas, Shane, Doug, Jill et ses deux jumelles, ainsi que le petit Steeve. On suppose une fin heureuse, une famille de nouveau unie... Mais un mystérieux individu est caché dans les buissons, et tire un coup de fusil en visant Nancy Botwin...

### Huitième saison
La série a été renouvelée le 11 novembre 2011 pour une huitième saison de 13 épisodes diffusée à partir du 1er juillet 2012.
Cette saison débute exactement là où s'était arrêtée la septième : le repas familial avec cette balle tirée... Dès les premières secondes, on découvre que c'est bien Nancy qui s'est fait tirer dessus. Elle va donc à l'hôpital, où elle demeure durant 77 jours avant de ressortir à la fin de l'épisode 2. On découvre également le fameux tireur, qui se trouve être Tim Scottson, le fils de Peter, l'agent de la DEA qui s'était marié avec Nancy durant la seconde saison avant de se faire tuer par les Arméniens.
Le 14 juin 2012 Showtime a annoncé l'arrêt de Weeds à l'issue de la saison 8.

## Audience
Weeds a été une des séries les plus regardées jamais diffusée sur Showtime dès la première saison. Lors de la saison 4, le premier épisode a attiré 1,3 million de téléspectateurs de Showtime (aux États-Unis). Dans son ensemble, la saison 4 a été suivie en moyenne par 962 000 téléspectateurs.
L'épisode inaugurant la saison 5 a attiré 1,2 million de téléspectateurs lors de sa sortie aux États-Unis, et une rediffusion le même soir a permis d'y ajouter 500 000 autres supplémentaires, pour un cumul de 1,7 million de téléspectateurs.

## Récompenses et nominations

### Récompenses
- Golden Globes : meilleure actrice dans une série télévisée comique Mary-Louise Parker (2006)
- Satellite Awards :
  - Meilleure actrice - Série comique Mary-Louise Parker (2005) à égalité avec Felicity Huffman
  - Meilleur acteur dans un second rôle - Série télévisée, minisérie ou téléfilm Justin Kirk (2008)
- Emmy Awards : meilleur mixage du son pour une série comique ou dramatique d'une demi-heure (2009)
- Writers Guild of America : meilleur scénario pour une série comique (pour l'épisode You Can't Miss the Bear) (2005)
- Young Artist Awards : meilleure performance dans une série télévisée - Second rôle masculin Alexander Gould (2006)

### Nominations
- Golden Globes :
  - Meilleure série télévisée musicale ou comique (2006, 2007, 2009)
  - Meilleure actrice dans une série télévisée musicale ou comique Mary-Louise Parker (2006, 2007,2008, 2009)
  - Meilleure actrice dans un second rôle dans une série, une minisérie ou un téléfilm Elizabeth Perkins (2006, 2007)
  - Meilleur acteur dans un second rôle dans une série, une minisérie ou un téléfilm Justin Kirk (2007)
- Satellite Awards :
  - Meilleure série télévisée comique (2007)
  - Meilleure actrice - Série comique Mary-Louise Parker (2005, 2006, 2008)
  - Meilleure actrice - Série comique Elizabeth Perkins (2005)
  - Meilleure actrice dans un second rôle - Série télévisée, minisérie ou téléfilm Elizabeth Perkins (2006)
  - Meilleur acteur dans un second rôle - Série télévisée, minisérie ou téléfilm Justin Kirk (2007, 2008)
- Emmy Awards :
  - Meilleure série comique (2009)
  - Meilleure actrice dans une série comique Mary-Louise Parker (2007, 2008, 2009)
  - Meilleure actrice dans un second rôle dans une série comique Elizabeth Perkins (2006, 2007, 2009)
  - Meilleur casting pour une série comique (2006, 2007, 2009)
  - Meilleur réalisateur pour une série comique (2006)
  - Meilleur design du générique (2006)
  - Meilleur montage à caméra unique pour une série comique (2006, 2007, 2008)
  - Meilleur mixage du son pour une série comique ou dramatique d'une demi-heure (2008, 2009)
  - Meilleure photographie pour une série d'une demi-heure (2009)
- Screen Actors Guild Awards :
  - Meilleure actrice dans une série comique Mary-Louise Parker (2006, 2007, 2008, 2009)
  - Meilleure distribution pour une série comique (2007, 2008, 2009)
- Casting Society of America : meilleur Casting pour une série comique (2007)
- NAACP Image Awards :
  - Meilleur acteur dans un second rôle dans une série comique Romany Malco (2006, 2007)
  - Meilleure actrice dans un second rôle dans une série comique Tonye Patano (2007)
- Producers Guild of America : producteur de l'année pour une série de télévision comique (2006)
- Writers Guild of America : meilleur scénario pour une série comique (pour l'épisode You Can't Miss the Bear) (2005)
- Young Artist Awards :
  - Meilleure performance dans une série télévisée - Second rôle masculin Alexander Gould (2006)
  - Meilleure performance dans une série télévisée - Second rôle masculin Alexander Gould (2007)

## Commentaires

### Musique du générique
La chanson du générique de début, Little Boxes (Petites Boîtes), est interprétée durant la première saison par Malvina Reynolds. À partir de la deuxième saison, cette chanson est interprétée par des artistes différents (avec des genres musicaux différents) à chaque épisode. Ce générique musical est supprimé à la saison 4 car les images du générique ne correspondent plus à l'intrigue qui ne se déroule plus à Agrestic (devenue Majestic), puis a réapparu pour la saison 8.
| Saison 1 - Malvina Reynolds Saison 2 1. Elvis Costello 2. Death Cab for Cutie 3. Engelbert Humperdinck 4. les Sœurs McGarrigle (chanson interprétée en français) 5. orchestre de musique classique dirigé par Charles Barnett 6. Aidan Hawken (en) 7. Ozomatli 8. The Submarines 9. Tim DeLaughter et The Polyphonic Spree 10. Regina Spektor 11. Jenny Lewis et Johnathan Rice 12. Malvina Reynolds | Saison 3 1. Randy Newman 2. Angélique Kidjo 3. Kinky (chanson interprétée en espagnol) 4. Donovan 5. Billy Bob Thornton 6. The Shins 7. The Individuals 8. Man Man 9. Joan Baez 10. The Decemberists 11. Michael Franti 12. Persephone's Bees (chanson interprétée en partie en russe) 13. Laurie Berkner 14. Linkin Park 15. Malvina Reynolds (début) & Pete Seeger (fin) | Saison 8 1. Malvina Reynolds 2. Ben Folds 3. Steve Martin & Kevin Nealon 4. Mariachi El Bronx 5. The Mountain Goats (feat. Midtown Dickens) 6. Bomb the Music Industry! 7. The Womenfolk 8. The Thermals 9. Dierks Bentley 10. Hunter Parrish 11. Aimee Mann 12. Malvina Reynolds |

### Diffusion en Europe
Début 2008, aucune chaîne de télévision française non cryptée ne semblait vouloir diffuser la série. Interrogées à ce sujet elles avaient répondu :
- TF1: « Weeds est une série qui traite d'un sujet peu commun. Si jamais nous la diffusons, ce sera en deuxième ou troisième partie de soirée, mais pour le moment ce n'est pas à l'ordre du jour. »

- France Télévisions : « Weeds n'a pas été achetée par France Télévision, et nous ne comptons pas le faire. Toutefois, Weeds n'est pas une série comme les autres. »

- M6 : « Nous n'avons pas acheté la série pour le moment, Weeds est l'un des succès de l'année aux États-Unis et nous y pensons. Quand la diffuser : là est la question, car la série traite d'un sujet assez choc en France. »

Ensuite, la chaîne Jimmy diffuse la série à partir de 2008, suivie par la chaîne Virgin 17 en 2010, jusqu'à sa fermeture (devenue Direct Star, puis D17).
En Belgique, la RTBF a diffusé les deux premières saisons à partir de novembre 2007, tandis que pour la Suisse, c'est la TSR, également une chaîne publique.

### Nom de la ville

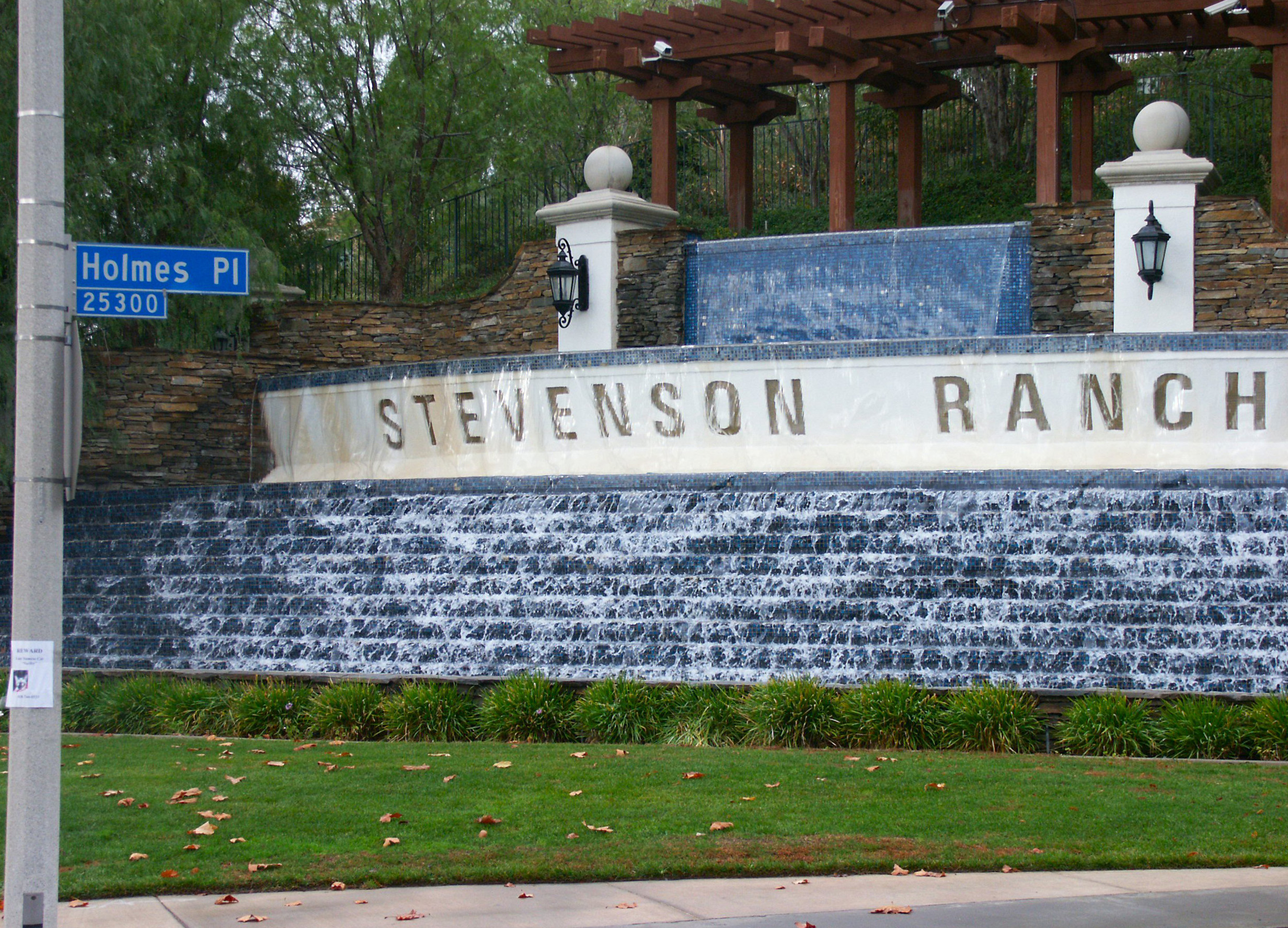
La fontaine de Stevenson Ranch ayant servi dans le générique. L'inscription « Stevenson Ranch » a été effacée par traitement numérique et remplacée par « Agrestic », puis par « Majestic » lors de la troisième saison, et « Regrestic » dans la 8e saison.

Certaines parties de la série ont été tournés à Stevenson Ranch en Californie, notamment une des séquences du générique.
Le nom de la ville « Agrestic » est l'anagramme de « Cigarets ».

## Article annexe
- Psychotrope au cinéma et à la télévision